# Trechnites secundus
Trechnites secundus är en stekelart som först beskrevs av Girault 1915.  Trechnites secundus ingår i släktet Trechnites och familjen sköldlussteklar. Inga underarter finns listade i Catalogue of Life.